# Уссурійські широколистяні та мішані ліси
Уссурійські широколистяні та мішані ліси — екорегіон охоплює гірські райони над нижньою частиною Амура, річки Уссурі у Приморському краї та Хабаровському краї на Далекому Сході Росії. Екорегіон перебуває в екологічній зоні Палеарктики, має континентальний клімат. Займає площу 187 357 км².

## Розташування та опис
Екорегіон охоплює зону у формі літери "Z", в якій північна секція — смуга 400 км лісу на північ від Хабаровська, паралельно річки Амур, вертикальна риска якої паралельна річці Уссурі (20—30 км на захід) на західних схилах гір Сіхоте-Алінь, і далі східними схилами Сіхоте-Аліня, минаючи пасмо.

## Флора і фауна
Уссурійські ліси найбільш біологічно різноманітні в Північній Азії. Морський вплив помірно пом'якшує клімат, досить високий рівень опадів для росту багатих лісів, а регіон — прикордонний район між горами, рівнинами та морським узбережжям.
У лісах регіону переважають Picea ajanensis, Larix gmelinii, Korean pine, Quercus mongolica, Betula platyphylla.

## Заповідники
- Бастак (заповідник)[en]
- Болонський заповідник[en]
- Ботчинський заповідник[en]
- Комсомольський заповідник[en]
- Хінганський заповідник[en]
- Сіхоте-Алінський заповідник[en]
- Уссурійський заповідник[en]